# Entomobrya albocincta
Entomobrya albocincta är en urinsektsart som först beskrevs av Robert Templeton 1835.  Entomobrya albocincta ingår i släktet Entomobrya och familjen brokhoppstjärtar. Arten är reproducerande i Sverige. Inga underarter finns listade i Catalogue of Life.